# Steve Harvey
Broderick Steven "Steve" Harvey (Welch, 17 de janeiro de 1957) é um comediante, ator, radialista, e escritor de best-sellers estadunidense.
Harvey deu os primeiros passos na comédia, no gênero dos monólogos humorísticos, em 8 de outubro de 1985 no Clube de Comédia Hilarities em Cleveland, Ohio. Em finais de 1980 Harvey não tinha casa, era sem-abrigo e dormia no seu Ford 1976 quando não realizava espetáculos que lhe proporcionassem hotel, e tomava banho em gasolineiras ou piscinas. Rich e Becky Liss ajudaram-no durante este tempo com um contrato de limpeza de tapetes e crédito numa agência de viagens. Foi finalista do Second Annual Johnnie Walker Nacional Comedy Award em 16 de abril de 1990, levando-o eventualmente a um longo período como anfitrião de Showtime at the Apollo, sucedendo a Marcos Curry no papel. O seu êxito como monologuista levou-o a um papel protagonista na série de ABC "Me and the Boys" de 1994. Mais tarde foi estrela no WB Show Network, The Steve Harvey Show, entre 1996 e 2002.
Recentemente Steve declarou sua fé cristã onde tem praticado e levado sua fé em shows e tour pelos Estados Unidos, junto com Kirk Franklin manifestou o direito de se apresentar nos mesmo shows de Kirk.
Em dezembro de 2015, Harvey foi convidado para apresentar o concurso de Miss Universo. Entretanto, na hora do anúncio da vencedora, o comediante equivocou-se e anunciou a vitória de Ariadna Gutiérrez, da Colômbia. Minutos depois, Steve regressou ao palco e assumiu seu erro, pediu desculpas e disse que a Miss Colômbia era, na verdade, a segunda colocada e corrigiu-se, anunciando a vitória da filipina Pia Wurtzbach.